# Bekrachtiging
Bekrachtiging is een procedure om de frequentie, duur of intensiteit van gedrag te doen toenemen. Bekrachtiging houdt in dat gedrag in een bepaalde situatie met een zekere systematiek gevolgd wordt door een consequentie (bekrachtiger), met als gevolg een toename van de frequentie, duur of intensiteit van dat gedrag.
Bekrachtiging is een begrip uit de leerpsychologie, meer bepaald de operante conditionering. Het prototype van bekrachtiging is de rat die leert dat telkens wanneer een lichtje brandt, ze op een hendeltje kan drukken, waarna ze voedsel krijgt.

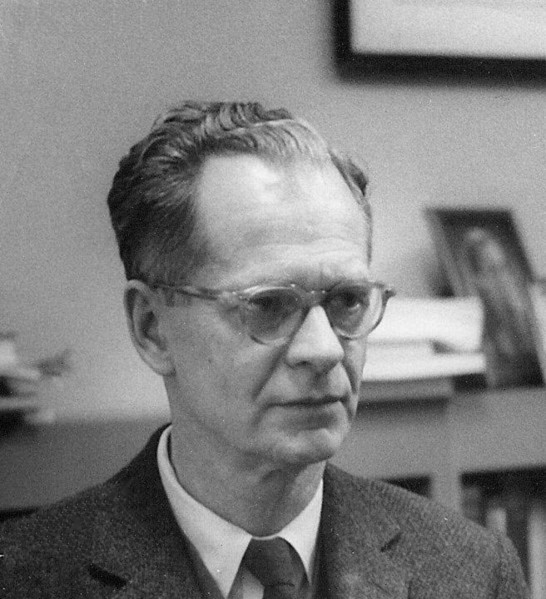
Burrhus Frederic Skinner, de vader van bekrachtiging

## De term
Edward Thorndike gaf de aanzet tot de systematiek van wat later bekrachtigingsleren zou heten. Hij gebruikte de term bekrachtiging echter nog niet, maar had het over satisfiers. De term bekrachtiging in de huidige betekenis is afkomstig van Burrhus Skinner. In 1938 gaf hij voor het eerst een overzicht van het leren door bekrachtiging.
De term bekrachtiging is een wetenschappelijke term en verwijst naar het effect, naar een leerproces: gedrag wordt bekrachtigd of versterkt. Vaak wordt de term beloning gebruikt als synoniem voor positieve bekrachtiging, maar wetenschappelijk wordt dit niet verkozen. De term beloning is algemener, meer een term uit het dagelijks leven en verwijst niet noodzakelijk naar een leerproces.

## Essentiële elementen
Het basisschema voor operant leren is het S-R-C-schema: gedrag (R van respons) wordt in bepaalde omstandigheden (S van stimulus of SD van discriminatieve stimulus) gevolgd door een bepaalde consequentie (C). De consequentie is de bekrachtiger. Wat bekrachtigd wordt, is gedrag en niet een persoon. Deze bekrachtiging dient kort of contingent op het gedrag te volgen.

### Gedrag
Bekrachtiging heeft alleen betrekking op bepaald gedrag, niet op een persoon. Gedrag kan dus bekrachtigd worden, personen niet.

### Contingentie
De contingentie van bekrachtiging is belangrijk voor het effect. Contingentie verwijst naar het verband in tijd en ruimte tussen het gedrag en de erop volgende bekrachtiging. Hoe korter bekrachtiging volgt op het gedrag, hoe effectiever.

### Bekrachtigers
Bekrachtigers zijn gebeurtenissen (stimuli) die volgen op gedrag en die effecten hebben op dat gedrag. Of iets al dan niet een bekrachtiger is, wordt niet bepaald door de vorm of aard van de gebeurtenis op zich. De meeste bekrachtigers zijn niet absoluut, maar zijn contextgebonden. Een compliment krijgen, is in veel gevallen een bekrachtiger, doch niet altijd. Als iemand in een groep niet graag in de belangstelling staat en plots publiek een compliment krijgt voor een bepaalde inbreng, dan is het mogelijk dat die persoon voortaan minder inbreng zal doen omdat hij niet graag publiek complimenten krijgt.
Een bekrachtiger is dus een functioneel begrip. Skinner omschreef het als: The only way to tell whether or not a given event is reinforcing to a given organism under given conditions is to make a direct test.

Meestal wordt onderscheid gemaakt tussen positieve en negatieve bekrachtigers. Vaak worden ook primaire en secundaire bekrachtigers onderscheiden.

## Soorten bekrachtiging

### Positieve en negatieve bekrachtiging
Een stimulus is een positieve bekrachtiger als toediening ervan leidt tot toenemen van het gedrag. Een stimulus is een negatieve bekrachtiger als het wegnemen ervan leidt tot toenemen van het gedrag. Voedsel, gezelschap en geld zijn dikwijls positieve bekrachtigers. Extreme temperaturen, zware klussen en kritiek zijn dikwijls negatieve bekrachtigers.
Positieve bekrachtiging is het toedienen van een positieve bekrachtiger. Een rat die elke keer als ze op een hendeltje drukt als een lamp brandt voedsel krijgt, is een voorbeeld van positieve bekrachtiging.
Negatieve bekrachtiging is het wegnemen (vermijden, ontsnappen, verminderen) van een negatieve bekrachtiger. Als een rat elke keer als een lamp brandt een elektrische schok krijgt, kan ze leren daaraan te ontsnappen door snel op een hendeltje te drukken. Het drukken op het hendeltje wordt in dit geval negatief bekrachtigd door het uitblijven van de schok. Dit is vermijdingsleren.
Als een kind iets mispeuterd heeft en niet met de vriendjes mag gaan spelen, kan het leren dat het toch mag gaan spelen als het weent en aan moeder belooft het nooit meer te doen. Het wenen en beloften maken wordt in dit geval negatief bekrachtigd door het inkorten van de straf.
Op analoge manier kunnen twee vormen van straf onderscheiden worden:
|                          | Stimulus Toedienen      | Stimulus wegnemen       |
| ------------------------ | ----------------------- | ----------------------- |
| Kans op gedrag neemt toe | positieve bekrachtiging | negatieve bekrachtiging |
| Kans op gedrag neemt af  | positieve straf         | negatieve straf         |

#### Primaire en secundaire bekrachtigers
Primaire of ongeconditioneerde bekrachtigers zijn bekrachtigers die van nature werken, zonder voorafgaande leerervaringen. Voedsel en drank zijn de bekendste primaire bekrachtigers, maar ook bijvoorbeeld nieuwigheid is een primaire bekrachtiger.
Secundaire of geconditioneerde bekrachtigers zijn aangeleerde bekrachtigers. Ze ontlenen hun effect aan vroegere koppeling aan primaire bekrachtigers of aan relationeel leren. Modieuze kledij, medailles en puntenscores zijn voorbeelden van secundaire bekrachtigers. De meest bekende secundaire bekrachtiger is geld. Geld, tokens en aandacht zijn gegeneraliseerde of veralgemeende geconditioneerde bekrachtigers, omdat ze gekoppeld zijn aan uiteenlopende andere bekrachtigers. Ze zijn dan ook minder onderhevig aan verzadiging.

### Sociale bekrachtiging
Bekrachtiging kan gebeuren aan de hand van materiële zaken, maar in de praktijk is sociale bekrachtiging zeer belangrijk. Voorbeelden van positieve sociale bekrachtigers zijn aandacht, een glimlach, aangeraakt worden, seks, een opgestoken duim en complimenten. Voorbeelden van negatieve sociale bekrachtigers zijn kritiek, een boze blik, iemand anders die lief vastgepakt wordt, publiek uitgelachen worden.

### Differentiële bekrachtiging
Differentiële bekrachtiging is het verschillend bekrachtigd worden van verschillende gedragingen. Het meest bekend is de DRO-procedure: differential reinforcement of other behavior, soms ook of zero behavior. Dit is een combinatie van positieve bekrachtiging en uitdoving: eender welk gedrag (other) wordt bekrachtigd, behalve één specifiek gedrag. Een duif heeft bijvoorbeeld geleerd op een knop te pikken voor voedsel. In een uitdovingsprocedure leert ze dat pikken niet meer gevolgd wordt door voedsel. Maar in een DRO-schema leert ze dat eender welk ander gedrag bijvoorbeeld om de 15 seconden wordt gevolgd door voedsel. Dit versnelt de uitdoving.
Een verwante procedure is de DRL-procedure: differential reinforcement of low rates. Dit houdt in dat gedrag pas bekrachtigd wordt als het bijvoorbeeld niet meer dan eenmaal per kwartier gesteld wordt. Deze procedure kan gebruikt worden als men het goed vindt dat studenten vragen stellen of beantwoorden, doch niet te vaak.

### Continue en intermitterende bekrachtiging
Er bestaan verschillende bekrachtigingsschema’s. Dit zijn soorten verbanden tussen het gedrag en de bekrachtiging, verschillende contingenties. De verschillende bekrachtigingsschema’s hebben verschillende effecten op het gedrag. Continue bekrachtiging houdt in dat gedrag bekrachtigd wordt iedere keer dat het wordt gesteld. Als gedrag niet continu wordt bekrachtigd, geldt een intermitterend (ook intermittent) of onderbroken bekrachtigingsschema. Er zijn zeer veel vormen van intermitterende bekrachtigingsschema’s, maar de bekendste zijn gebaseerd op het onderscheid interval – ratio en vast (fixed) – variabel.
- Ratio-schema’s houden in dat gedrag niet iedere keer bekrachtigd wordt wanneer het gesteld wordt, maar bijvoorbeeld slechts iedere derde keer.
- Interval-schema’s houden in dat het eerste gedrag bekrachtigd wordt dat ten vroegste na bijvoorbeeld 3 minuten (het interval) na het vorige bekrachtigde gedrag gesteld wordt.
- Vaste of fixed schema’s houden in dat de ratio of het interval vast ligt: exact na zoveel keer of zoveel tijd.
- Variabele schema’s houden in dat het gedrag gemiddeld na zoveel keer of zoveel tijd bekrachtigd wordt.

Combinaties van deze elementen leiden tot de vier bekendste intermitterende bekrachtigingsschema’s: FR (fixed ratio), VR (variabele ratio), FI (fixed interval) en VI (variabel interval).

## Bekrachtiging in het dagelijks leven
Bekrachtiging wordt dikwijls bewust gebruikt in scholen, opvoedingssituaties, gedragstherapie, trainingen, enzovoort. Maar ook in het dagelijks leven speelt het een grote rol, zonder dat mensen er zich bewust van zijn. Leren voetballen gebeurt door bekrachtiging van steeds fijnere balcontrole. Zaken als leren spreken, de manier waarop partners met elkaar omgaan en auto rijden worden allemaal gevormd via positieve en negatieve bekrachtiging.